# Quận Champaign, Illinois
Quận Champaign là một quận thuộc tiểu bang Illinois, Hoa Kỳ.
Quận này được đặt tên theo. Theo điều tra dân số của Cục điều tra dân số Hoa Kỳ năm 2000, quận có dân số 179.669 người. Quận lỵ đóng ở Urbana.

## Địa lý
Theo Cục điều tra dân số Hoa Kỳ, quận có diện tích km2, trong đó có km2 là diện tích mặt nước.

### Các xa lộ chính
- Interstate 57
- Interstate 72
- Interstate 74
- US Route 45
- US Route 136
- US Route 150
- Illinois Route 10
- Illinois Route 47
- Illinois Route 49
- Illinois Route 54
- Illinois Route 130

### Quận giáp ranh
- Quận Ford - bắc
- Quận Vermilion - đông
- Quận Edgar - đông nam
- Quận Douglas - nam
- Quận Piatt - tây
- Quận McLean - tây bắc

## Thông tin nhân khẩu
Theo điều tra dân số 2 năm 2000, quận đã có dân số 179.669 người, 70.597 hộ gia đình, và 39.322 gia đình sống trong quận hạt. Mật độ dân số là 180 người trên một dặm Anh vuông (70/km ²). Có 75.280 đơn vị nhà ở mật độ trung bình trong 76 trên một dặm Anh vuông (29/km ²). Cơ cấu chủng tộc của dân cư sinh sống trong quận bao gồm 78,78% người da trắng, 11,16% da đen hay Mỹ gốc Phi, 0,24% người Mỹ bản xứ, 6,45% châu Á, Thái Bình Dương 0,04%, 1,34% từ các chủng tộc khác, và 1,99% từ hai hoặc nhiều chủng tộc. 2,90% dân số là người Hispanic hay Latino thuộc một chủng tộc nào. 23,9% là người gốc Đức, Ailen 9,6%, 8,9% người gốc Anh và 7,4% gốc Mỹ theo điều tra dân số năm 2000. 88,7% nói tiếng Anh, tiếng Tây Ban Nha 2,9%, 1,7% của Trung Quốc hoặc tiếng Hoa và Hàn Quốc 1,3% là ngôn ngữ đầu tiên của họ.
Có 70.597 hộ, trong đó 27,20% có trẻ em dưới 18 tuổi sống chung với họ, 43,60% là đôi vợ chồng sống với nhau, 9,20% có một chủ hộ nữ và không có chồng, và 44,30% là không lập gia đình. 31,40% hộ gia đình đã được tạo ra từ các cá nhân và 7,80% có người sống một mình 65 tuổi hoặc lớn hơn. Cỡ hộ trung bình là 2,33 và cỡ gia đình trung bình là 2,96.
Tháp tuổi dân cư sinh sống trong quận với tỷ lệ như sau: 21,00% dưới độ tuổi 18, 23,10% 18-24, 28,20% 25-44, 18,00% từ 45 đến 64, và 9,70% từ 65 tuổi trở lên người. Độ tuổi trung bình là 29 năm. Đối với mỗi 100 nữ có 101,10 nam giới. Đối với mỗi 100 nữ 18 tuổi trở lên, đã có 99,70 nam giới.
Thu nhập trung bình cho một hộ gia đình trong quận đã đạt mức USD 37.780, và thu nhập trung bình cho một gia đình là USD 52.591. Phái nam có thu nhập trung bình USD 36.844 so với 26.421 USD của phái nữ. Thu nhập bình quân đầu người đạt mức 19.708 USD. Có 6,90% của các gia đình và 16,10% dân số sống dưới mức nghèo khổ, bao gồm 11,80% những người dưới 18 tuổi và 4,90% của những người 65 tuổi hoặc hơn.